# Јасмина Тренић
Јасмина Тренић је српска плесачица. Игра кореографије за плесну школу Zilenium.

## Емисије
| Година     | Емисија                    | Канал   |
| ---------- | -------------------------- | ------- |
| 2014—2015. | Твоје лице звучи познато   | Прва ТВ |
| 2018—2019. | Пинкове звездице All Stars | ТВ Пинк |
| 2022.      | Песма за Евровизију        | РТС 1   |
| 2022.      |                            |         |

## Спотови
- Катарина Живковић - Лудо срце (2013)
- Саша Ковачевић - Nothing But The Faith (2013)[3]
- Милица Павловић - Sexy señorita (2013)
- Катарина Живковић - Љуби ме (2014)
- - За нас (2014)
- Милица Павловић - Демантујем (2015)
- Милица Павловић - Баја Папаја (2016)[4]
- Kamelot - Liar Liar (2016)[5]
- Myrath - Believer (2016)[6]
- Кејани - Gangstа (кореографија) (2017)[7]
- Крис Браун - Questions (кореографија) (2017) [8]
- Невена Божовић - Јасно ми је (2017)
- Lexington Band - Ја те срећом частим (2017)
- Беца Фантастик - Уникат (2017)[9]
- Невена Божовић - What I'm Looking For (2018)[10]
- Ријана - Needed Me (кореографија) (2019)[11]
- Милица Павловић - Заувек (2019)[12]
- Теодора Џехверовић - Чаролија (2019)[13]
- Џејсон Деруло - Swalla (кореографија) (2019)[14]
- (2019)[15]
- Едита Арадиновић - Магнум (2019)[16]

## Рекламе
- реклама
- реклама - Хрватска[17]